# Laurier blanc
Pour plus de détails, voir Fiche technique et Distribution.
Laurier blanc (White Oleander) est un film américain réalisé en 2002 par Peter Kosminsky. Il est l'adaptation d'un roman de Janet Fitch.

## Synopsis
À quinze ans, Astrid se retrouve en foyer. Sa mère Ingrid a été arrêtée parce qu'elle a tué son amant de passage. Elle se retrouve à aller de famille d'accueil en famille d'accueil. Dans l'un d'eux, à la suite d'une relation amoureuse avec le père du foyer la femme de celui-ci tire sur Astrid. Dans une autre maison, la jeune fille s'attache à une femme qui finit par se suicider. Astrid finit par rencontrer un jeune garçon avec qui elle finit par emménager, tout en essayant de se libérer de la relation toxique qu'elle entretient avec sa mère.

## Commentaire
Ce film est adapté du roman homonyme de Janet Fitch.
L'accroche du film est : « L'amour passionnel d'une mère. L'innocence perdue d'une fille. » alors qu'en anglais, elle est : « Where does a mother end and a daughter begin ? » qui se traduit par « Où finit une mère et où débute une fille ? ».

## Fiche technique
- Titre : Laurier blanc
- Titre original : White Oleander
- Réalisation : Peter Kosminsky
- Scénario : Mary Agnes Donoghue
- Production : John Wells, Hunt Lowry pour Metropolitan Film
- Musique : Thomas Newman
- Photographie : Elliot Davis
- Décors : Donald Graham Burt
- Format : Couleurs - 1,85:1 - Dolby Surround - 35 mm
- Genre : Drame
- Durée : 109 minutes
- Dates de sortie :
  -  France : 12 novembre 2003

## Distribution
- Alison Lohman (V. F. : Sylvie Jacob ; V. Q. : Karine Vanasse) : Astrid Magnussen
- Michelle Pfeiffer (V. F. : Emmanuelle Bondeville ; V. Q. : Élise Bertrand) : Ingrid Magnussen
- Robin Wright (V. F. : Michèle Buzynski ; V. Q. : Anne Dorval) : Starr
- Cole Hauser (V. F. : Jean-François Vlérick ; V. Q. : Daniel Picard) : Ray
- Renée Zellweger (V. F. : Rafaèle Moutier ; V. Q. : Valérie Gagné) : Claire Richards
- Billy Connolly (V. Q. : Denis Roy) : Barry Kolker
- Marc Donato (V. Q. : Xavier Dolan) : Davey Thomas
- Patrick Fugit (V. Q. : Martin Watier) : Paul Trout
- Noah Wyle (V. F. : Éric Missoffe ; V. Q. : Jean-François Beaupré) : Mark Richards
- Taryn Manning : Niki
- Allison Munn : Hannah
- Samantha Shelton : Yvonne

Sources et légende : Version française (V. F.) sur Voxofilm et Version québécoise (V. Q.) sur Doublage QC.